# История почты и почтовых марок Северного Борнео
История почты и почтовых марок Северного Борнео описывает развитие почтовой связи в Северном Борнео, расположенном в северной части острова Калимантан (Борнео) протекторате Великобритании с 1888 года под управлением Компании Британского Северного Борнео (1881—1942), включая период японской оккупации (1942—1945), и колонии Великобритании (Британское Северное Борнео) с 1947 года до 1963 года.

## Развитие почты
Первоначально почта из британского протектората Северное Борнео пересылалась через Лабуан или Сингапур с использованием почтовых марок Стрейтс-Сетлментса.

## Выпуски почтовых марок

### Британский протекторат

#### Первые марки
После того, как для управления этой территорией была создана Компания Британского Северного Борнео, она выпустила свои собственные марки в 1883 году. Для них был использован дизайн, включающий в себя герб (дау и лев), с надписью англ. «North Borneo» («Северное Борнео»), и с номиналом на английском, джави и китайском языках. Первоначально выпущенные марки имели номиналы 2, 4 и 8 центов, за которыми последовали марки более крупных номиналов в 50 центов и 1 доллар более сложного дизайна с гербом в окружении двух местных жителей.

#### Последующие выпуски
В 1886 году в Северном Борнео имело место использование фискальных марок в качестве почтовых.
В 1886 году добавились почтовые марки номиналом в ½, 1 и 10 центов, и возникла потребность в марках номиналом в 3 и 5 центов, которая была удовлетворена с помощью надпечатки на существующих типах марок. В то же время в лондонской типографии «Blades, East & Blades» были изготовлены почтовые марки нового рисунка, в основном такого же, но с надписью «British North Borneo» («Британское Северное Борнео»), и дополненные номиналами 25 центов и 2 доллара, также со сложными рамками.
Дизайн почтовых марок Северного Борнео был снова изменён в 1888 году: теперь надпись гласила «Postage & Revenue» («Почтовый и гербовый сбор»), вместо просто «Postage», причём марки номиналов от 25 центов[≡] до 2 долларов также претерпели небольшие изменения. В 1889 году за ними последовали еще более крупные почтовые марки с более сложным рисунком номиналом в 5 и 10 долларов.
В период с 1883 по 1890 год почтовые марки Северного Борнео были действительны для пересылки постовых отправлений в близлежащие страны только в случае их отправки прямым рейсом по тарифу 8 центов, в противном случае необходимо было наклеивать ещё почтовые марки либо Гонконга, либо Лабуана, либо Стрейтс-Сетлментс.
Нехватка марок в 1890, 1891 и 1892 годах потребовала дополнительных надпечаток нового тарифа. В 1894 году протекторат выпустил новую стандартную серию, гравированную типографией «Waterlow and Sons», из девяти марок с изображением местных растений, животных и ландшафтов и с надписью «State of North Borneo» («Государство Северное Борнео»).
Северное Борнео было объявлено протекторатом Великобритании 12 мая 1888 года. В 1901 году на почтовых марках была сделана надпечатка «British Protectorate» («Британский протекторат»).
В 1922 году были эмитированы первые памятные марки Северного Борнео.
- Примеры стандартных марок Северного Борнео
- 1925: 3 цента (типография «Waterlow and Sons[англ.]»)
- 1939: 10 центов

### Британское Северное Борнео
Королевская колония Северного Борнео была учреждена в 1946 году после того, как Компания Британского Северного Борнео передала территорию британскому правительству.
В 1948—1963 годах для Британского Северного Борнео выпускались собственные почтовые марки британского колониального типа.
Колония выпускала почтовые марки до 1963 года, когда Северное Борнео (в качестве штата под названием Сабах) объединилось с Малайей, Сараваком и Сингапуром для создания Федерации Малайзия.
С 1963 года в обращении были почтовые марки Сабаха.
- Примеры марок Британского Северного Борнео
- 1948: 8 центов
- 1964: Надпечатка Сабаха на марке Британского Северного Борнео в 10 долларов

## Другие виды почтовых марок
Помимо регулярных (стандартных и памятных) выпусков почтовых марок, в Северном Борнео эмитировались почтово-благотворительные и доплатные марки.

### Почтово-благотворительные
Почтово-благотворительные марки выпускались в Северном Борнео в 1916—1918 годах.

### Доплатные
В период с 1905 года по 1939 год в Северном Борнео эмитировались доплатные марки. При этом в качестве доплатных марок было использовано более 50 знаков почтовой оплаты с надпечаткой «Postage due» («Почтовая доплата») на марках общего пользования Северного Борнео.

### Военно-налоговые
В 1941 году в Северном Борнео в обращение поступали военно-налоговые марки.

## Выпуски Второй мировой войны

### Японская оккупация Северного Борнео
Северное Борнео было оккупировано японскими войсками в 1942 году. Во время оккупации в обращении были почтовые марки Северного Борнео и Японии с надпечатками на японском языке: «Императорское японское правительство (соответственно почта)». На выпусках 1944—1945 годов было надпечатано и название территории. В 1943 году были выпущены два вида почтовых марок оригинальных японских рисунков для Северного Борнео, использовавшихся в Брунее, Сараваке и на острове Лабуан.
- Примеры выпусков японской оккупации Северного Борнео
- Надпечатка на марке Северного Борнео
в 2 цента
- Надпечатка на марке Японии 1942 года в 15 сенов

### Британская военная администрация
После освобождения территории в 1945 году на марках Северного Борнео 1939 года выпуска британской военной администрацией были сделаны надпечатки аббревиатуры «BMA» («Британская военная администрация»).
- Почтовые марки Северного Борнео с надпечаткой «BMA»
- 4 цента
- 10 центов, 1945